# Османсько-перська війна (1578—1590)
Османо-перська війна 1578—1590 років — збройний конфлікт між Османською імперією та сефевідським Іраном за контроль над Закавказзям.

## Передісторія
Кордон між Османською імперією та державою Сефевідів було встановлено в 1555 році за миром в Амасьє. Однак у 1576 помер іранський шах Тахмасп I. Його син Ісмаїл II розпочав своє правління з репресій щодо своїх родичів, убив шістьох братів, а 1577 був сам убитий в результаті змови. Новим шахом став слабкий та напівсліпий Мухаммад Худабенде, за якого від шаха залишився тільки титул, а Іран фактично розділили між собою еміри різних племен. За рік еміри розтринькали всі багатства, які Тахмасп збирав упродовж 53 років, у країні почалась смута.
Серед османського керівництва виникли суперечки щодо стратегії поведінки на східних рубежах імперії. Великий візир Соколлу Мехмед-паша категорично заперечував проти війни з Іраном, оскільки розумів труднощі постачання армії у віддаленому регіоні й остерігався значних видатків, однак у нього були потужні вороги, які його ненавиділи, які вимагали придушення кизилбаської загрози збройним шляхом. Після того, як було ухвалено принципове рішення про війну із Сефевідами, голонокомандувачами було призначено лідера опозиції, героя Кіпрської війни Лала Мустафу-пашу та героя Єменської кампанії Коджу Сінана-пашу. Однак Лала Мустафа і Коджа Сінан виявились неспроможними співпрацювати один з одним, і Коджу Сінана було усунуто, а Лала Мустафа приготувався отримувати нагороди за успіх в кампанії, плануючи, що після перемоги сам стане великим візиром замість Мехмеда.

## Перебіг війни
Османська армія переправилась морем до Трабзона, а потім сушею перейшла до Ерзурума, що став її передовою базою, та влітку 1578 року почала бойові дії. Сефевіди й залежні від них князівства перебували у такому поганому стані, що османські війська пройшли всю Грузію, дорогою зайнявши Тіфліс, а до кінця літа окупували деякі частини Ширвану. Турки були настільки впевнені в успіху, що на території Ширвану було утворено нову османську провінцію, на чолі якої було поставлено Оздеміроглу Османа-пашу. Первинно, за сприяння татар, він зміг придушити опір місцевого населення й сефевідських військ, але комунікації, що зв'язували його з османськими військами у Тіфлісі, виявились перерізаними. Контрнаступ Сефевідів, взяття ними Ареша, розгром татар і звільнення Шемахи, змусили його піти зі столиці провінції та зимувати в Дербенті.
Залишивши в Стамбулі свого ворога Коджу Сінана, Лала Мустафа припустився фатальної помилки. Коли 1579 року Соколлу Мехмеда-пашу було вбито підісланим дервішем, його місце посів другий візир Семіз Ахмед-паша, а Коджа Сінан, просунувшись службовими сходами, став третім візиром. Семіз Ахмед відкликав Лала Мустафу з фронту, а замість нього призначив командувачем Коджа Сінана, а Лала Мустафа став другим візиром. Він розраховував усе ж стати великим візиром, коли Семіз Ахмед помер усього за кілька місяців після сходження на посаду, однак Коджа Сінан зумів перешкодити цьому, та в серпні 1580 року, після того як упродовж трьох місяців посада великого візира залишалась вакантною, її зайняв Коджа Сінан. Невдовзі після цього Лала Мустафа помер.
Коли в листопаді 1580 року Коджа Сінан-паша, який все ще залишався головнокомандувачем армії, прибув до Ерзерума, Сефевіди почали прохати про мир. Коджа Сінан повернувся до Стамбула, вважаючи, що бойові дії завершено, однак насправді бої у Грузії тривали. Це завадило укладенню мирної угоди.
За кілька місяців Коджа Сінан-паша був усунутий з посади, а на його місце було призначено другого візира, Сіявуш-пашу. За його правління Османська імперія почала намагатись окупувати Кавказ на постійних засадах. Було створено чотири нові провінції. Оскільки місцеві вожді були досить непостійними, туркам довелось зводити фортеці. Передовою базою став Карс, було перебудовано Єреван, укріплено інші опорні пункти.
Оздеміроглу Осман-паша залишався у Дербенті до 1582 року, коли туди через Крим були перекинуті підкріплення з Румелії, після чого він виступив у похід з метою вигнання Сефевідів зі східного Кавказу. Кримський хан Мехмед II Герай відмовився надати достатню кількість військ, тому Оздеміроглу Осман вирушив до Криму, та за сприяння відрядженої зі Стамбула ескадри під командуванням Килич Алі-паші звів на престол нового хана. Отримавши достатню кількість татарських військ, Оздеміроглу Осман-паша зміг розбити Сефевідів у східній частині Кавказу.
Коли Оздеміроглу Осман-паша повернувся до Стамбула, його зустріли там як героя, та влітку 1584 він був призначений великим візиром — проти волі близького оточення султана. 1585 року він захопив колишню столицю Сефевідів — Тебриз — і вперше зумів її утримати. Упевненість турків у власних силах була настільки великою, що османські політики упродовж деякого часу серйозно розглядали пропозицію узбецького хана щодо походу на Росію та відвоювання Астрахані. Тим часом на півдні відкрився ще один фронт проти Ірану: новий османський губернатор Багдада — Сігалазаде Сінан-паша — захопив частини південно-західного Ірану та створив там дві нові провінції.
Шах Мухаммад, усвідомлюючи свою слабкість, висунув на перший план одного з синів — Хамзу. Хамза-мірза спробував організувати спротив османам, і навіть досягнув певних успіхів, однак був убитий в результаті чергової змови емірів. Мохаммад Ходабенде вирушив придушувати повстання у Фарсі й невдовзі помер. Тим часом на сході активізували свої дії узбеки. Сефевідський Іран практично припинив своє існування як держава.
Після смерті Мухаммада на іранський престол у 1587 вступив його 16-річний онук Аббас. Він розумів, що на два фронти одночасно воювати неможливо, й вирішив, тимчасово не звертаючи уваги на узбеків, зосередитись на боротьбі з османами. Для цього він розпочав перемовини з Росією щодо укладення військового союзу проти турків, обіцяючи поступитись Москві Дербентом і Ширваном. Однак перемовини були безуспішними, й Аббасу довелось погоджуватись на вкрай невигідний мир з Османською імперією.

## Підсумки
У березні 1590 року між Османською імперією та державою Сефевідів було підписано Стамбульську угоду, відповідно до якої Іран втратив Закавказзя. Отриманий в результаті мирний перепочинок шах Аббас використав для розгрому узбеків, зміцнення своєї влади та створення регулярної армії.